# Стефан VII Томша

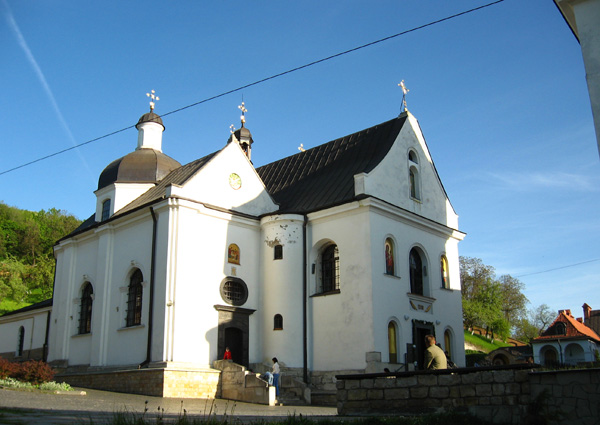
Церковь монастыря св. Онуфрия во Львове, место захоронения С. Томши

Стефан VII Томша (молд. Штефан Томша; умер в мае 1564) — господарь Молдавского княжества в 1563—1564 годах.

## Биография
Томша был гетманом.
В 1563 году возглавил заговор молдавских бояр против господаря Деспота Водэ. Заговорщики неожиданно перебили всех наёмников Деспота Водэ. Господарь укрылся с остатками личной охраны в Сучавской крепости и более трёх месяцев держал оборону, пока не был выдан наёмниками. Глава бояр, гетман Томша лично забил Деспота Водэ до смерти дубинкой и стал господарём, приняв имя Стефан.
Будучи ставленником крупных бояр, Томша вызвал недовольство служилых людей. Как сообщал один современник, «люди из народа восстали, рассыпалась в беспорядке солдатская масса и отправилась по домам, ворча что лучше слушаться одного султана и любого господаря, какого он пришлёт, чем терпеть такие мучения и убытки, которые на пользу не им, но боярам-начальникам». Лэпушняну вернулся в Молдавию и после гражданской войны и уплаты дани в более чем 200 тыс. золотых туркам снова стал господарём.
Томша сбежал в Польшу, где был обезглавлен по приказу короля Сигизмунда II под надуманным предлогом.
Похоронен Томша был во Львове в монастыре Святого Онуфрия. Его сыновья были позже правителями Молдавии (Стефан IX Томша) и Валахии (Леон I Томша).